# Eric Forrest Greene
Eric Forrest Greene (ur. 9 października 1903 w Rosario, zm. 25 stycznia 1954 w Buenos Aires) – argentyński kierowca wyścigowy brytyjskiego pochodzenia.

## Życiorys
Forrest Greene urodził się 9 października 1903 roku w Rosario w Argentynie w brytyjskiej rodzinie. Do szkoły uczęszczał w Wielkiej Brytanii, gdzie ścigał się także Bentleyem. Następnie wrócił do Argentyny, gdzie został importerem Rolls-Royce'ów, Bentleyów i Jowettów. Do II wojny światowej ścigał się sporadycznie, wygrywając w tym okresie wyścig 500 mil Rafaeli w 1928 roku. W 1941 roku zajął szóste miejsce w Grand Prix Buenos Aires, natomiast w Grand Prix Santa Fe w roku 1942 – piąty. W jego warsztacie w Buenos Aires znajdowały się samochody kierowców brytyjskich, którzy ścigali się w Argentynie tuż po zakończeniu wojny, ponadto wraz z żoną Dorą podejmował się gościny tych kierowców. W roku 1951 zajął 17. miejsce w wyścigu samochodów sportowych National Buenos Aires. W 1952 roku był pośrednikiem w rozmowach między BRM a Juanem Manuelem Fangio; w te negocjacje włączył także José Froilána Gonzáleza. Był menadżerem Coopera podczas Grand Prix Argentyny 1953. W 1954 roku ścigał się Astonem Martinem w zawodach samochodów sportowych 1000 km Buenos Aires. Jednakże na początku tego wyścigu jego samochód wypadł z toru i zapalił się, podpalając także jego ubrania. Forrest Greene nie przeżył tego pożaru, umierając 24 godziny później.